# Hood (Marvel Comics)
Hood, il cui vero nome è Parker Robbins, è un personaggio dei fumetti pubblicati dalla Marvel Comics, creato dallo scrittore Brian K. Vaughan e dai disegnatori Kyle Hotz e Eric Powell, apparso per la prima volta in The Hood n. 1 (luglio 2002). È un supercriminale dell'Universo Marvel.
Lo scrittore Brian Michael Bendis ha dichiarato in un'intervista del 2007 di voler far di lui il Vito Corleone dell'universo Marvel, infatti sui Nuovi Vendicatori abbiamo visto Parker diventare il "padrino" di tutti i supercriminali, creando una sorta di Sindacato per essi, anche con villain di primo piano.
Hood è anche un membro della Cabala, ed è fuso col demone Dormammu.

## Biografia
Parker Robbins, giovane e misterioso criminale da quattro soldi, ottenne la cappa e gli stivali magici quando con il migliore amico, cugino e socio John King si recò in un capannone abbandonato, dove i due trovarono solamente dei preparativi per un rito magico. Delusi, mentre stavano andando via, vennero attaccati da un demone Nisanti, al quale Parker spara, e per rifarsi del non aver trovato niente prende cappa e stivali.
In seguito si divide dal cugino, e mentre torna a casa dalla sua ragazza, incinta, viene aggredito da una gang di ragazzi afroamericani, che gli ruba le scarpe, Hood li provoca, e riesce a scappare scalzo. Per facilitarsi la fuga si mette gli stivali, da lui definiti frankenstivali per la loro bruttezza, e accorgendosi che grazie a quelli può volare scappa dalla gang recandosi a casa del cugino, dove prova anche la cappa e scopre che gli dona l'invisibilità quando trattiene il respiro.
Inizia quindi a compiere furti e rapine ai danni del Maggia, specialmente al Golem, che gli mette contro Shocker, Jack Lanterna, Costrittore e Madame Rapier.
Diventa quindi ricercato per i suoi furti e l'omicidio semi-involontario di un poliziotto, riesce quindi a sconfiggere il Golem e i suoi sgherri, facendo uccidere Madame Rapier alla polizia con un ingegnoso trucco.
In seguito Hood stringe un'alleanza con alcuni famosi supercriminali, come ad esempio Mosaico o la Squadra Distruttrice, dando vita ad un'organizzazione criminale di stampo mafioso che ha sfruttato l'atto di registrazione al termine di Civil War.
Hood e i suoi, infatti, hanno minacciato di uccidere la madre dell'eroina Tigra se lei non gli avesse rivelato l'ubicazione della base dei Nuovi Vendicatori, che verrà attaccata proprio da Hood e dai suoi sgherri, e salvata solamente in extremis dal Dottor Strange.

### Secret Invasion
Hood venne a conoscenza dell'invasione skrull quando, per liberare Madame Masque, penetrò in una prigione dello S.H.I.E.L.D. e uccise due dei tre agenti che stavano interrogando la donna: a sorpresa, i cadaveri si trasformarono in skrull. Decisero allora di interrogare il terzo, che rivelò loro il piano degli alieni.
Grazie ai suoi nuovi poteri mistici, Robbins scoprì una spia tra le file della sua banda, che aveva assunto le sembianze del grasso boss Slug; subito dopo ha scoperto che questi suoi poteri derivano proprio da uno dei peggiori nemici di Strange: il demone Dormammu, che si è fuso misticamente con lui.
Al termine di Secret Invasion, in cui lui e la sua banda parteciparono alla battaglia finale a Central Park al fianco dei Thunderbolts e di entrambe le formazioni dei Vendicatori (registrati e clandestini), Hood viene invitato da Norman Osborn a far parte della Cabala, un'organizzazione criminale di cui fanno parte anche il Dottor Destino, Namor, Emma Frost e Loki.

### Dark Reign
Hood, conscio degli enormi poteri ottenuti, vuole diventare il nuovo Kingpin e dimostrare di essergli superiore. A differenza del mastodontico boss bianco vestito, Hood ha affermato di non farsi problemi a scendere personalmente in campo e sporcarsi le mani del sangue dei suoi nemici.
Dato il suo ruolo di boss del crimine newyorkese, Osborn chiede a Parker Robbins di occuparsi dell'eliminazione del Punitore, che sta cercando di distruggere la sua organizzazione.
Hood per poter schiacciare questo nuovo temibile avversario, attua un rito mistico per resuscitare una decina di supercriminali, uccisi anni prima dal Flagello dei criminali, ingrossando così notevolmente i suoi ranghi personali.
Hood insieme al sindacato dei supercriminali lotteranno contro i Nuovi Vendicatori (per conto di Norman Osborn), da dove ne usciranno sconfitti.

### Nuovi Vendicatori: Potere
Hood ha dei problemi nel gestire i suoi poteri magici. La sua connessione mistica con Dormammu gli provoca atroci dolori. Il demone cerca di convincere Parker a rubare l'occhio di Agamotto dal Dr. Strange ora che ha rinunciato alla carica di stregone supremo. Per far questo prima attacca direttamente il dottore ma viene fermato grazie all'aiuto di Billy Kaplan. Decide quindi di attaccare i futuri candidati al titolo di stregone supremo. Si reca quindi a New Orleans dove abita Daimon Hellstrom. Alla fine viene neutralizzato dai poteri combinati del Dr. Strange, di Hellstrom e del nuovo stregone supremo Fratello Voodoo. Grazie al loro esorcismo il legame mistico con Dormammu viene reciso e Parker si ritroverà senza poteri e verrà arrestato.
In seguito Loki decide di donargli le pietre di Norne, degli artefatti magici asgardiani, per renderlo di nuovo utile ai fini di conquista di Norman Osborn.

### Assedio
Durante l'assedio di Asgard, Hood e la sua banda danno manforte ad Osborn, ma quando Sentry distrugge la città degli dei con un solo attacco, uno sconvolto Loki sottrae le pietre delle Norne a Parker con un incantesimo, usandole per rivitalizzare gli eroi che combattevano il mostro Void.

### Età degli Eroi
Ormai senza poteri, Hood viene incarcerato in una prigione normale dove fa la conoscenza di un inumano lì detenuto. Entrando in amicizia con lui, scopre da questi dell'esistenza delle Gemme dell'infinito, e che una di esse era posseduta da Freccia Nera. Inizia così a cercare le gemme ed inizialmente ha successo nell'ottenerle, ma in seguito si scontra con i vendicatori e viene da questi sconfitto e riportato in prigione (non prima di aver usato il potere delle gemme per guarire il volto sfigurato di Madamme Masque).

## Membri del Sindacato del Crimine di Hood
Hood è riuscito a riunire tutti i maggiori criminali dell'universo Marvel, appianando le loro individualità in favore di un'ottica di crimine organizzato. Un altro elemento di forza della sua gang è la grande varietà dei suoi membri e delle loro abilità, che spaziano in più ambiti.
Scienziati:
- Answer (Aaron Nicholson)
- Centurius
- Chemistro
- Controllore
- Doctor Demonicus
- Dr. Jonas Harrow
- Microchip
- Wizard

Menti criminali:
- Crimson Cowl (Justine Hammer)
- Crossfire
- Deathwatch
- Mosaico
- Madame Masque
- Masked Marauder
- Slug

Elementali:
- Cyclone (André Gerard)
- Hydro-Man
- Vapore (membro degli U-Foes)

Manipolatori di energia:
- Basilisco (Basil Elks)
- Blackout (Marcus Daniels)
- Electro
- Firebrand (Gary Gilbert)
- Graviton
- Lightmaster
- Laser Vivente
- Megatak
- Nitro
- Scorcher
- Shocker
- Sunstroke
- Raggio X (membro degli U-Foes)
- Vettore (membro degli U-Foes)

Membri dotati di poteri magici:
- Artiglio Nero (Samuel Barone)
- Brothers Grimm (Percy and Barton Grimes)

Controllori mentali:
- Corruttore
- Dansen Macabre
- Lascivious
- Letha
- Mandrillo
- Mentallo
- Mind-Wave
- Uomo dei Miracoli
- Mirage (Desmond Charne)
- Mister Fear (Alan Fagan)
- Uomo Porpora
- Scarecrow
- Spettro (Brian DeWolff)

Forzuti:
- Armadillo
- Blood Brothers
- Bloodshed
- Crusader (Arthur Blackwood)
- Gargoyle
- Griffin
- Grizzly (Maxwell Markham)
- Ironclad (membro degli U-Foes)
- Mister Hyde
- Squalo Tigre
- Tombstone
- Squadra Distruttrice
  - Bulldozer
  - Piledriver
  - Thunderball
  - Wrecker

Velocisti:
- Blue Streak (Don Thompson)
- Cheetah
- Speed Demon

Spie/assassini:
- Blackout
- Bushwacker
- Tagliagole
- Death Adder (Roland Burroughs)
- Deathlok (Luther Manning)
- Insanicida (Kurt Gerhardt)
- Razor Fist (Douglas Scott)
- Shockwave
- Macchia (una talpa di Kingpin)

Altri membri:
- Enforcers
  - Fancy
  - Montana
  - Ox
- John King
- Turk Barrett
- Vermin
- Coniglia Bianca

## Poteri e abilità
In quanto semplice essere umano, Hood non ha poteri innati. Le sue capacità derivano dagli strumenti magici che indossa: i suoi stivali gli permettono di volare mentre la sua cappa gli dona la capacità di diventare invisibile fintanto che trattiene il fiato. Ben presto però scopre che queste abilità sono connesse a Dormammu, Signore della Dimensione Oscura e considerato uno delle più forti creature di tutto il mondo Marvel. Più Parker attinge a questo potere e più forte diventa il legame con il demone che, in alcuni casi, prende letteralmente possesso del suo corpo. Benché Parker stesso abbia assunto Satana Hellstrom come sua insegnante e consulente di magia, in combattimento predilige l'uso delle armi da fuoco, una pistola per mano. Il suo potenziale è comunque ancora tutto da mostrare: nel campo delle arti mistiche viene già considerato un'autorità al pari di persone del calibro di Stephen Strange, Victor von Doom e Loki.
Ciò che rende però Parker Robbins un personaggio di rilievo e da temere è il suo carisma, il suo non volersi mai arrendere, il suo genio criminale che gli permette di inquadrare sempre la situazione.
A testimonianza di ciò, ci sono le affermazioni di John King, cugino di Parker e suo ex-socio, il quale sostiene che il successo di Hood è determinato dal fatto che ancor prima di aver ottenuto i suoi poteri, lui era già un criminale, conosceva già le regole del gioco, al contrario di tanti altri supercriminali che lo sono diventati dopo l'acquisizione di poteri oltre la norma. L'altra viene da Carol "Ms. Marvel" Danvers, la quale durante uno scontro tra i Vendicatori e il Sindacato del Crimine trova piena conferma di questa sua ostinatezza e caparbietà. In quel momento, mentre tutti i suoi uomini erano a terra sconfitti e i Vendicatori battevano in ritirata, Hood era l'unico ancora in piedi ad incitare i suoi ad alzarsi e a combattere.

## Altri media

### Marvel Cinematic Universe
- Una variante alternativa di Xu Xialing, alias Hood, è apparsa nella terza e ultima stagione della prima serie animata dell'MCU What If...? (2021).
- Parker Robbins, alias Hood, è apparso per la prima volta come antagonista principale nella miniserie televisiva del Marvel Cinematic Universe su Disney+ Ironheart (2025), interpretato da Anthony Ramos.